# سیارک ۱۵۲۳۸
سیارک ۱۵۲۳۸ (به انگلیسی: 15238 Hisaohori، نامگذاری:1989CQ)۱۵۲۳۸مین سیارک کشف شده‌است که در ۰۲ فوریه ۱۹۸۹ کشف شد.